# Olšany-begraafplaats
De Olšany-begraafplaats (Tsjechisch: Olšanské hřbitovy) is de grootste begraafplaats in Praag, Tsjechië. De begraafplaats, waar maar liefst twee miljoen mensen werden begraven, staat vooral bekend om zijn vele jugendstil-monumenten.

## Achtergrond
De begraafplaats werd in 1680 aangelegd om de slachtoffers van de pest te kunnen begraven. Toen de ziekte de stad in 1787 opnieuw trof, verbood keizer Jozef II het begraven van lichamen binnen de stadsgrenzen van Praag en werd de Olšany-begraafplaats om hygiënische redenen omgedoopt tot de algemene begraafplaats.
De necropolis bestaat uit in totaal twaalf begraafplaatsen, waaronder de Nieuwe Joodse Begraafplaats, en een orthodox en klein islamitisch deel.
Onder de duizenden militairen die er begraven liggen, bevinden zich Russische soldaten en officieren uit de Napoleontische oorlogen en leden van het Tsjecho-Slowaaks Legioen.
Een deel van de film Bad Company werd op deze begraafplaats opgenomen.

## Graven van bekende personen
- Bernard Bolzano (1781-1848)
- Pavel Jozef Šafárik (1795-1861)
- Karel Jaromír Erben (1811-1870)
- Antonín Slavíček (1870-1910)
- Viktor Oliva (1861-1928)
- Viktor Dyk (1877-1931)
- Ossi Oswalda (1897-1947)
- Klement Gottwald (1896-1953)
- Josef Lada (1887-1957)
- Jan Palach (1948-1969)